# Calabasas
Calabasas és una ciutat dels Estats Units a l'estat de Califòrnia. Segons el cens del 2000 tenia 28.033 habitants.

## Demografia
Segons el cens del 2000, Calabasas tenia 23.123 habitants, 8.350 habitatges, i 5.544 famílies. La densitat de població era de 590,4 habitants/km².
Dels 8.350 habitatges en un 44,4% hi vivien nens de menys de 18 anys, en un 64,3% hi vivien parelles casades, en un 9% dones solteres, i en un 23,3% no eren unitats familiars. En el 17% dels habitatges hi vivien persones soles el 4,1% de les quals corresponia a persones de 65 anys o més que vivien soles. El nombre mitjà de persones vivint en cada habitatge era de 2,76 i el nombre mitjà de persones que vivien en cada família era de 3,14.
Per edats la població es repartia de la següent manera: un 28,6% tenia menys de 18 anys, un 5,8% entre 18 i 24, un 29,1% entre 25 i 44, un 27,9% de 45 a 60 i un 8,6% 65 anys o més.
L'edat mediana era de 38 anys. Per cada 100 dones de 18 o més anys hi havia 90,2 homes.
La renda mediana per habitatge era de 93.860 $ i la renda mediana per família de 107.330 $. Els homes tenien una renda mediana de 87.049 $ mentre que les dones 46.403 $. La renda per capita de la població era de 48.189 $. Entorn del 2,1% de les famílies i el 3,3% de la població estaven per davall del llindar de pobresa.
A Calabasas va tenir lloc l'accident d'helicòpter que va causar la mort de l'estrella de la NBA Kobe Bryant i la seva filla Gianna.

## Poblacions més a prop
El següent diagrama mostra les poblacions més a prop.